# 椋野美智子
椋野 美智子（むくの みちこ、1956年3月25日 - ）は、日本の政治家、元厚生官僚。大分県日田市長（1期）。元大分大学福祉科学研究センター教授。専門は社会保障、福祉政策、少子化対策。1998年、第2次橋本龍太郎内閣において日本政府として初めて少子化をテーマとした平成10年版厚生白書「少子社会を考える－子どもを産み育てることに『夢』を持てる社会を」を小泉純一郎厚生大臣の下、責任執筆した官僚として知られている。

## 略歴
大分県日田市生まれ。1978年、東京大学法学部卒業。厚生省（現・厚生労働省）に入省。在フランス社会保障制度調査員、浦和市福祉部長、内閣府高齢社会対策参事官、厚生労働省社会・援護局総務課長など政府の保健医療福祉を所管する課を歴任。1982年ウィーンで開催された国連の「第1回高齢者問題世界会議」及び2001年にマドリードで開催された「第2回高齢化に関する世界会議」に政府代表団として参加。
厚生労働省在職時より、広く一般に社会保障制度を分かりやすく伝えることにも取り組み、田中耕太郎と共同執筆した「はじめての社会保障」（有斐閣）は、2001年に初版が出版されると、法改正が実施されるごとに版を重ねていき、2025年3月には第22版が出版されるロングセラーとなっている。
2006年に厚生労働省を退職し、大分大学福祉科学研究センター教授に就任。2011年には教育改革担当の副学長に就任。大分県医療審議会、大分県社会福祉審議会委員、地球温暖化対策おおいた市民会議委員長、大分市文化芸術振興プラン策定委員長などに就任。医療、福祉、環境、文化芸術など幅広い分野で自治体への政策提言に取り組んだ。また、工学部、経済学部等と連携し、過疎地や高齢化する住宅団地・中山間地・中心市街地などで市民と共に地域課題の解決を図る「福祉のまちおこし研究プロジェクト」を主宰し、地域支えあいやアートによる地域再生などをテーマとしたオックスフォード大学教授との共同研究、別府市中心市街地でのコミュニティカフェの運営、松ヶ丘団地での自治会と福祉施設の連携による朝市の実施、富士見ヶ丘団地での自治会による移動支援などに取り組んだ。 
2015年の第18回統一地方選挙において、民主党の支援を受け大分市長選挙に立候補し、72,695票を獲得するも落選。
自由民主党が推薦する佐藤樹一郎が91,200票を獲得し当選した。
2019年に日田市長選に立候補し14,016票獲得するも、14,675票の現職原田啓介に659票の僅差で惜敗。
2019年（一社）日本医療社会福祉学会会長に就任し、コロナ禍での医療ソーシャルワーカーの実践研究を進めるとともに、福祉政策とソーシャルワークの協働を進める研究に取り組み、2022年に日本で医療ソーシャルワーカーが専門職として制度化され確立していった歴史をたどる「医療ソーシャルワーカー関係資料集成」（六花出版）を学会として出版した。
2023年2月17日、7月の日田市長選への立候補を表明し椋野のほか4選を目指した現職の原田と前日田市議会議員の佐藤功で争い原田らを大差で破り初当選。大分県内初の女性市長となった（椋野：15,893票、原田： 8,746票、佐藤：5,019票）。

### 年表
- 1956年 - 大分県日田市生まれ。
- 1962年 - 日田市立月隈小学校（現・咸宜小学校）入学
- 1968年 - 大分市立荷揚町小学校卒業。
- 1971年 - 大分大学教育学部附属中学校卒業。
- 1974年 - 大分県立大分上野丘高等学校卒業。
- 1978年 - 東京大学法学部卒業。厚生省入省[11]。
- 1981年 - 厚生省大臣官房国際課在フランス社会保障制度調査員。
- 1983年 - 厚生省薬務局経済課
- 1985年 - 厚生省援護局援護課課長補佐。
- 1987年 - 厚生省健康政策局計画課課長補佐
- 1990年 - 浦和市（現：さいたま市）福祉部長。
- 1992年 - 厚生省薬務局企画課課長補佐
- 1995年 - 厚生省環境衛生局新開発食品保健対策室長
- 1996年 - 厚生省政策課企画官
- 1998年 - 日本社会事業大学社会福祉学部教授[11]。
- 2001年 - 国立社会保障・人口問題研究所総合研究部長、及び内閣府高齢社会対策担当参事官。
- 2003年 - 厚生労働省社会・援護局福祉基盤課長
- 2004年 - 厚生労働省社会・援護局総務課長。
- 2006年 - 国立大学法人大分大学福祉科学研究センター教授[11]。
- 2011年 - 国立大学法人大分大学副学長。
- 2018年 - 松山大学人文学部特任教授[11]。
- 2019年 -（一社）日本保健医療社会福祉学会会長
- 2022年 - 松山大学退職
- 2023年 - 日田市長に就任。

## 主な著作
- 『平成10年版厚生白書』1998年6月15日発行（厚生省）[12]
- 正村公宏・連合総合生活開発研究所編：『新福祉経済社会の構築 -すべての人びとの「安心」と「社会的連帯」をめざして』2000年5月30日初版第1刷発行（第一書林）[13]
- ニッセイ基礎研究所編：『少子社会への11人の提言』2000年9月1日初版第1刷発行（ぎょうせい）[14]
- 犬伏由子・村木厚子共著：『女性学キーナンバー』2000年12月1日初版第1刷発行（有斐閣）
- 田中耕太郎共著：『はじめての社会保障 -福祉を学ぶ人へ-』2001年5月25日初版第1刷発行（有斐閣）
- 内閣府政策統括官（総合企画調整担当）監修：『青少年の育成を考える―青少年の育成をめぐる議論と青少年の育成に関する有識者懇談会』2004年3月31日初版発行（ぎょうせい）
- 秋元美世・一圓光彌・栃本一三郎・椋野美智子編：『社会保障の制度と行財政（第2版）』2006年5月1日第1刷発行（有斐閣）
- 椋野美智子・藪長千乃編：『世界の保育保障 -幼保一体改革への示唆』2012年2月1日初版第1刷発行（法律文化社）
- 直井道子 ・中野いく子・和気純子編：『高齢者福祉の世界 補訂版』2014年4月5日初版第1刷発行（有斐閣）[15]
- 『福祉政策とソーシャルワークをつなぐ 生活困窮者自立支援制度から考える』2021年3月30日初版第1刷発行（ミネルヴァ書房）
- 日本保健医療社会福祉学会編『医療ソーシャルワーカー関係資料集成』2022年12月15日発行（六花出版）

## メディア出演
- 『社会福祉セミナー（2011年第2期）』 NHKラジオ第2放送、2011年9月3日～2011年9月24日[16]